# Fred Kaps

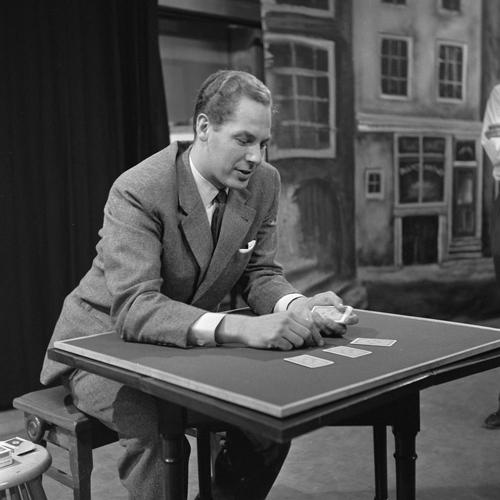
Fred Kaps im Jahr 1959

Fred Kaps, eigentlich Abram Pieter Adrianus Bongers (* 8. Juni 1926 in Rotterdam; † 23. Juli 1980 in Utrecht) war ein niederländischer Zauberkünstler.
Er hat dreimal den Grand Prix der World Championships of Magic (Weltmeisterschaft der Zauberkünstler), veranstaltet von der Fédération Internationale des Sociétés Magiques (FISM), gewonnen:
- Barcelona 1950
- Amsterdam 1955
- Liège 1961

Fred Kaps gewann 1963 den "Mago D´oro".